# Њос (језеро)
Њос језеро је језеро које се налази у кратеру угашеног вулкана Њос, на вулканском пољу Оку у северозападном Камеруну. Оваква језера називају се маровима. Вулкан Њос, висине 3 011 m, добио је име по овом језеру. На вулканском пољу Оку постоји 29 марова.
Њос језеро чини део зоне у којој је дошло до слабљења Земљине коре, познате као Камерунска вулканска линија. Ова линија окружује стратовулкан планине Камерун и простире се на око 1 600 кm, при чему је половином своје дужине потопљена у Атлантски океан. Кратер језера Њос вероватно је настао током експлозивне фреатичке ерупције пре око 500 година. Обод језера, ширине 1,8 кm, састављен је од базалтних фрагмената који садрже велике здробљене гранитне блокове. Језеро је дубоко преко 200 m, па током кишне сезоне сувишна вода се излива из језера и плави оближње долине.
Језеро Њос привукло је пажњу јавности после катастрофе 1986. године, када је страдало 1800 људи и 6000 грла стоке. Засићење језерске воде угљен-диоксидом из појединих извора узроковало је ослобађање великог облака отровног гаса (угљен-диоксида) са дна језера. Сматра се да је гас ослобођен из воде услед одрона или земљотреса. Овај облак гаса, запремине 1 кm3, спустио се брзином од 50 кm на сат у околне котлине и захватио површину од 23 кm². Спуштајући се на тло овај гас је, као тежи, истиснуо ваздух и угушио све људе и животиње који су се ту нашли.
Од 1990. године тим француских научника ради на чишћењу језера од гаса, а инсталиран је низ цеви да би се убудиће спречило стварање угљен- диоксида.